# Holzkirche von Poienile Izei

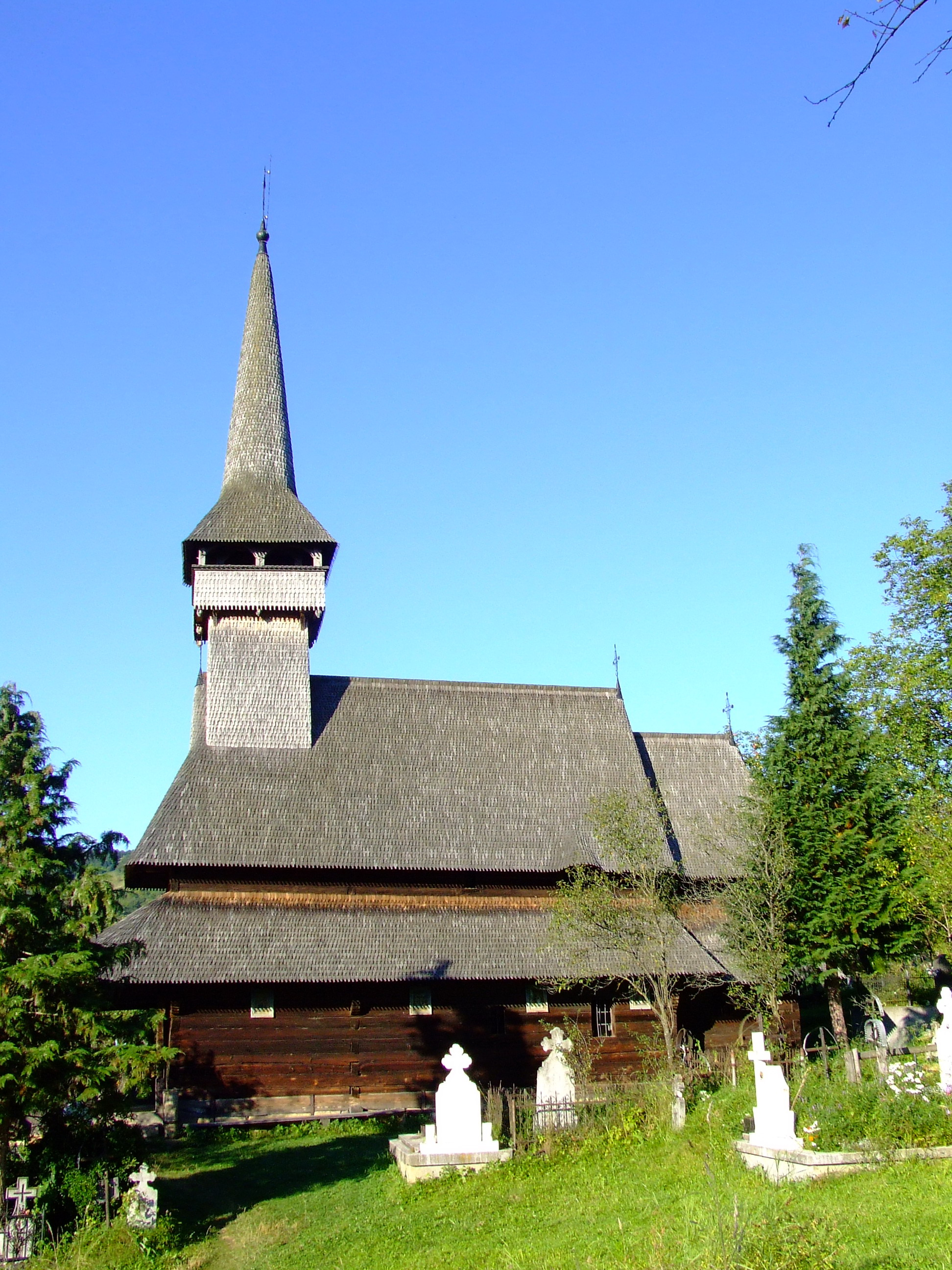
Äußeres der Kirche

Die Holzkirche von Poienile Izei (rumänisch Biserica de lemn din Poienile Izei) ist eine der als UNESCO-Welterbe geschützten Holzkirchen in der Maramureș in der rumänischen Gemeinde Poienile Izei. Sie ist der Heiligen Parascheva (Paraskevi) geweiht.

## Geschichte
Die Kirche wurde im Jahr 1604 errichtet. Sie ist seit 1999 Teil des Weltkulturerbes und in Rumänien unter der Nummer MM-II-m-A-04605 als Denkmal geschützt.

## Ausstattung
Die Kirche ist reich mit Fresken geschmückt.

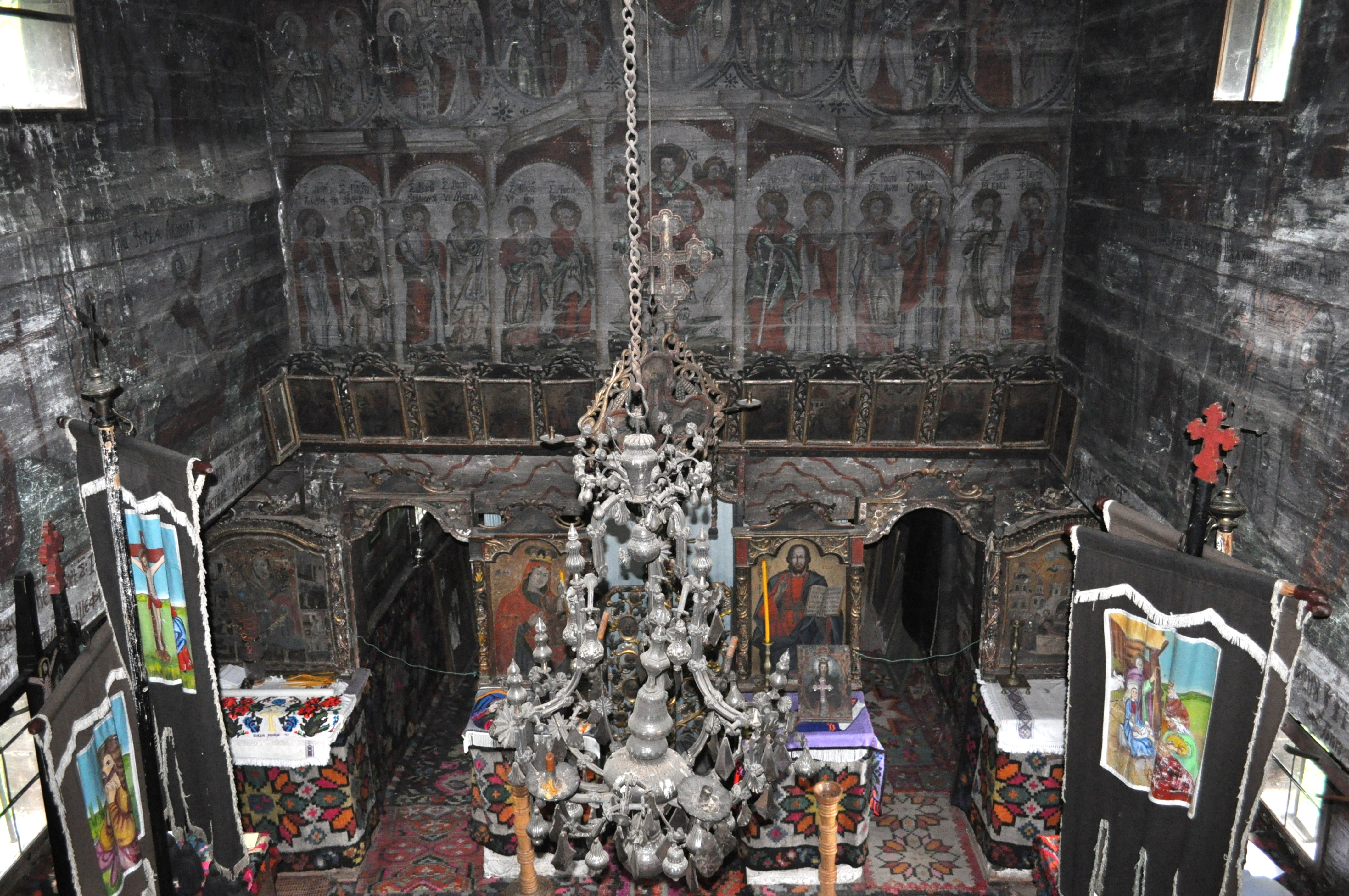
Das Innere der Kirche
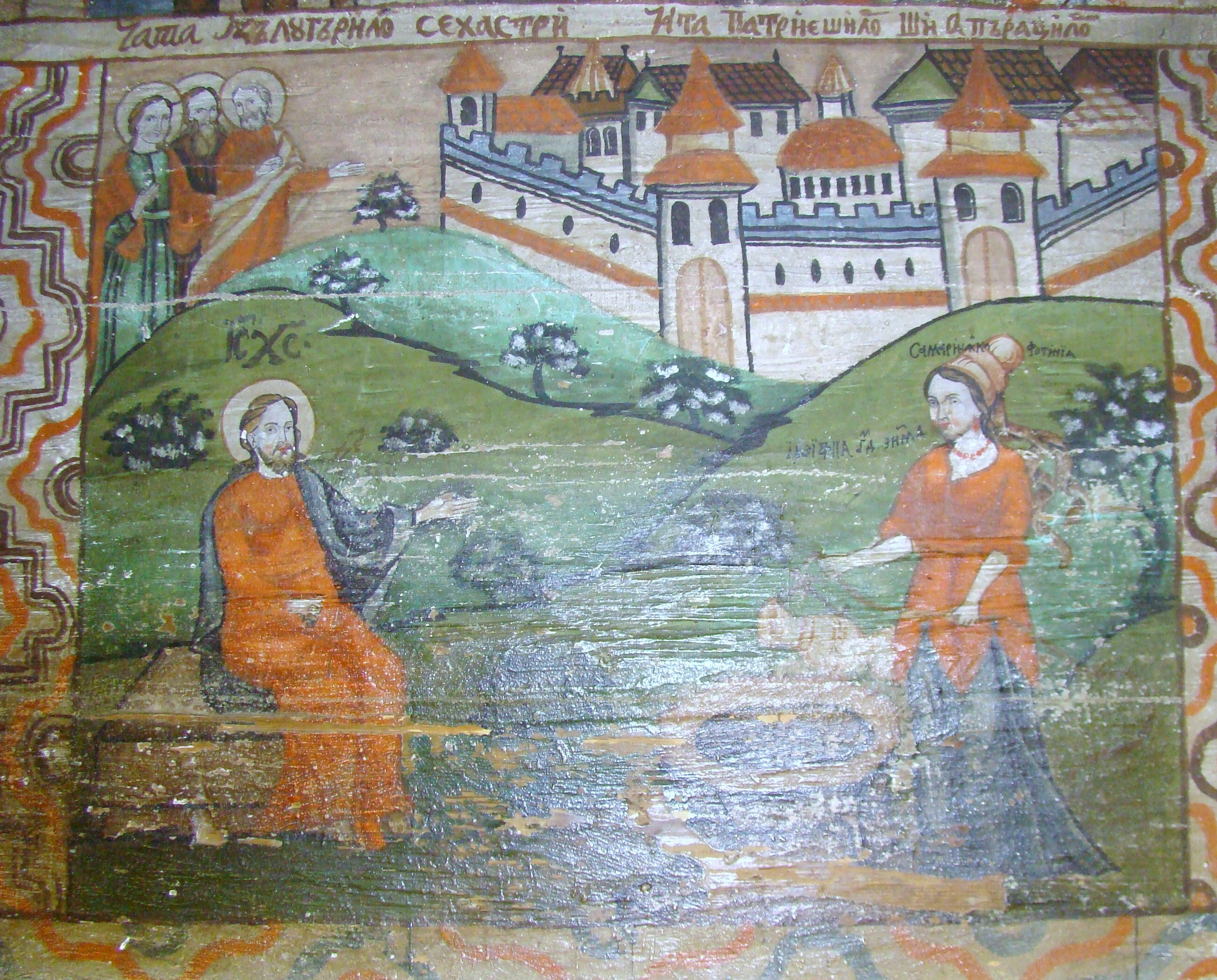
Fresko: Die Samariterin